# Juan Luis Blanes
Juan Luis Blanes (Montevideo, 21 de mayo de 1856-18 de marzo de 1895) fue un pintor y escultor uruguayo, hijo de Juan Manuel Blanes.

## Biografía
Su formación inicial la realizó junto a su padre, el reconocido pintor Juan Manuel Blanes, para luego continuarla en la Academia de Arte de Florencia. Estuvo casado con María Pinceri viviendo en Florencia. Realizó junto a su padre y su hermano menor Nicanor Blanes un viaje por el Cercano Oriente, a su vuelta estuvo viviendo en Buenos Aires por dos años y luego volvió a Montevideo. Se encontraba preparando un viaje a Europa para supervisar la fundición de la estatua de Artigas que se iba a colocar en San José cuando falleció a causa de un grave accidente. Su padre culminó el diseño del monumento y lo realizó el escultor italiano Dante Costa.

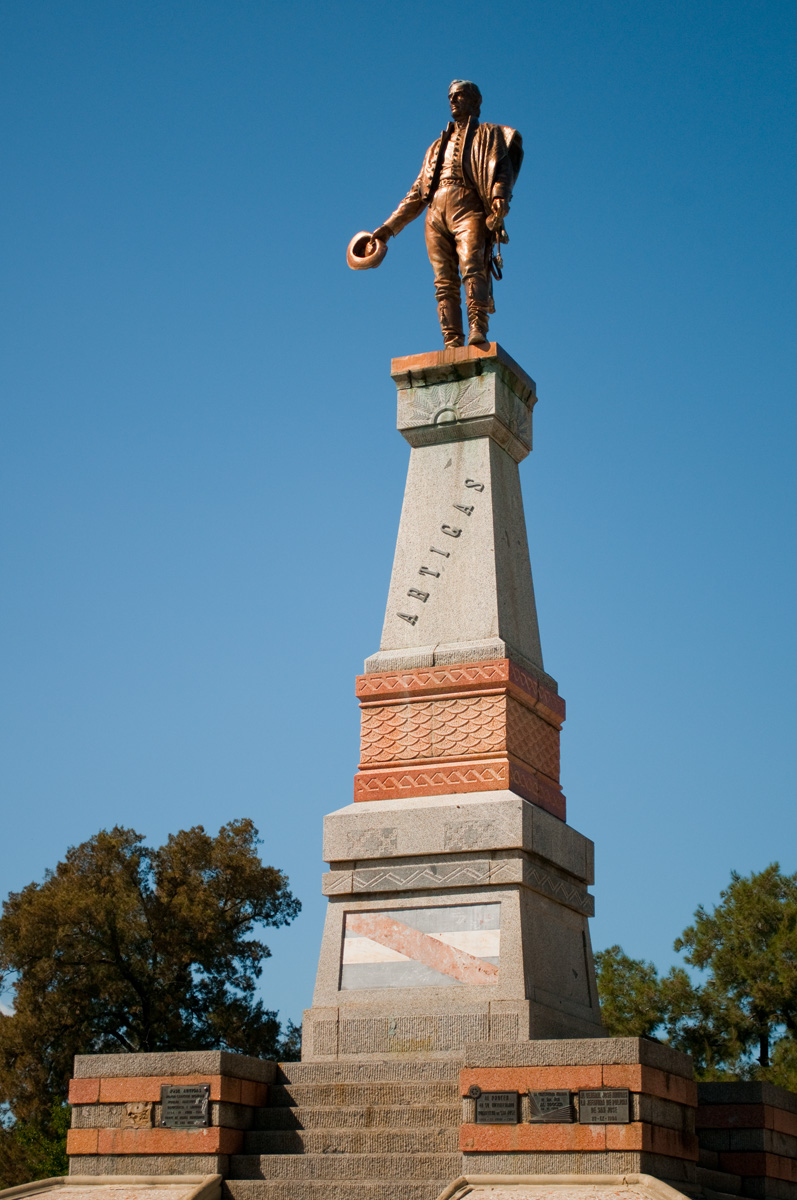
Monumento a José Artigas ubicada en San José de Mayo.

Realizó el boceto de la estatua de Joaquín Suárez que su padre se encargó de finalizar. Es considerado cronológicamente el primer escultor de Uruguay.

## Obras

### Pinturas
- Venecia
- Una toldería
- Marina
- Ruinas de Pompeya
- Paisaje

### Esculturas
- La cebadora de mate
- El baqueano de los Treinta y Tres
- Monumento a Francisco Vidiella en el barrio montevideano Colón[1]